# Huopasaari
Huopasaari är en ö i Finland. Den ligger i sjön Pihlajavesi och i kommunerna Nyslott, Sulkava och Sulkava och landskapet Södra Savolax, i den sydöstra delen av landet, 280 km nordost om huvudstaden Helsingfors. Öns area är 84,2 hektar och dess största längd är 1,6 kilometer i nord-sydlig riktning.